# Paleoanguimorpha
Paleoanguimorpha — це клада ангіморфів, що включає Shinisauria (представлена сьогодні шинізавридами) і Goannasauria (представлена сьогодні Varanoidea, яка включає родини Lanthanotidae і Varanidae).
Нижче наведено філогенез сучасних палеоангіморфних ліній за Pyron et al. (2013):
| Shinisauria | Shinisauridae                                               |
|             | Shinisauridae                                               |
| Varanoidea  | \| \| Lanthanotidae \| \| \| \| \| \| Varanidae \| \| \| \| |
|             | \| \| Lanthanotidae \| \| \| \| \| \| Varanidae \| \| \| \| |
|             | Lanthanotidae                                               |
|             |                                                             |
|             | Varanidae                                                   |
|             |                                                             |

|  | Lanthanotidae |
|  |               |
|  | Varanidae     |
|  |               |